# Hatvány
A hatványozás két szám között értelmezett matematikai művelet. Jelölése {\displaystyle a^{b}} (ejtsd: a a b-ediken), ahol a-t alapnak, b-t kitevőnek nevezzük.
Pozitív egész b kitevő esetén a hatványozás b darab egymást követő azonos szám összeszorzását jelenti.
Például:
{\displaystyle 6^{3}=6\cdot 6\cdot 6=216\,}
{\displaystyle (-2,\!4)^{4}=(-2,\!4)\cdot (-2,\!4)\cdot (-2,\!4)\cdot (-2,\!4)=33,\!1776\,}
A hatványozás a permanenciaelvet alkalmazva egyéb kitevőkre is értelmezhető. Ez azt jelenti, hogy az egyéb kitevős hatványokat úgy definiáljuk, hogy tulajdonságaikban a lehető leginkább hasonlítsanak a pozitív egész kitevős hatványra.
Ha lemondunk a hatványozás egyértelműségéről, akkor bármely nemnulla komplex szám alapra és tetszőleges komplex kitevőre is általánosítható a hatványfogalom.
A hatványozás műveletén alapszik a helyiértékes számábrázolás, azaz a számrendszerek használata. A leggyakoribb, tízes számrendszerben például a 10 hatványait használjuk, ezek például a 10, 100, 1000.

## Definíció a valós számok halmazán
Az 1 és a 0 hatványozása ({\displaystyle 0^{0}}-t leszámítva) mindig 1-et, illetve 0-t ad eredményül, tehát:
{\displaystyle 1^{a}=1\,}, illetve {\displaystyle 0^{a}=0\,}, ha a ≠ 0.

### Pozitív egész kitevőre
Ha a tetszőleges valós szám, b pedig 1-nél nagyobb pozitív egész szám, akkor {\displaystyle a^{b}} hatvány azt a b tényezős szorzatot jelenti, amelynek minden tényezője a:
{\displaystyle a^{b}=\underbrace {a\cdot ...\cdot a} _{b{\text{ db}}}\,}
Mivel egytényezős szorzat nem létezik, a b=1 esetet külön kell definiálni:
{\displaystyle a^{1}=a\,}
Egyéb elnevezésekEgy szám második hatványát másképpen a négyzetének, harmadik hatványát a köbének is hívjuk.

### Nulla kitevőre
Ha az a valós szám nem nulla, akkor
{\displaystyle a^{0}=1\,} (üres szorzat)
A {\displaystyle 0^{0}} kifejezés nem értelmezhető ellentmondásmentesen.

### Negatív egész kitevőre
Ha a tetszőleges nem nulla valós szám, -b pedig negatív egész, akkor
{\displaystyle a^{-b}={\frac {1}{a^{b}}}\,}
Mivel b pozitív egész, ez a kifejezés a korábbi definíció alapján értelmezhető.
A nulla negatív hatványai nem értelmezhetők, mert nullának nincs reciproka.

### Racionális törtkitevőre
Legyen a nemnegatív valós szám, b pedig racionális törtszám. Ekkor a racionális szám definíciója alapján b felírható p/q alakban, ahol p egész, q pedig 1-től különböző pozitív egész. Az {\displaystyle a^{b}} hatvány ennek segítségével a következőképpen értelmezhető:
{\displaystyle a^{b}=a^{\frac {p}{q}}={\sqrt[{q}]{a^{p}}}\,}
Negatív alap esetében a matematika nem egységes.
Bizonyos esetekben például a következőképp értelmezik:
{\displaystyle (-8)^{\frac {1}{3}}={\sqrt[{3}]{-8}}=-2}
Ekkor azonban fontos, hogy a kitevőt egyszerűsített alakjában írjuk fel, például ha a belső hatványkitevőt és a gyökkitevőt is beszorozzuk kettővel, akkor elveszítjük a 8-as előjel-információját:
{\displaystyle {\sqrt[{6}]{(-8)^{2}}}=2}
Legtöbbször azonban a negatív számok hatványait a valós számok körében csak egész kitevő esetén értelmezik, törtkitevő esetén pedig a komplex számok többértékű hatványfogalmát használják (lásd lejjebb).

### Irracionális kitevőre
Ha a nemnegatív valós szám, b pedig irracionális szám, akkor:
{\displaystyle a^{b}=\lim _{x\to b}a^{x}\,}
Ahol lim a határértéket jelöli, x pedig csak racionális értéket vesz fel.
Szemléletesen ez azt jelenti, hogy az irracionális kitevőjű hatvány értéke „nagyon közel” van a körülötte lévő racionális kitevőjű hatványok értékéhez. Ebben a definícióban azt használtuk ki, hogy a racionális számok „sűrűn” helyezkednek el, azaz bármely két valós szám között végtelen sok racionális szám található.
A valós kitevős hatvány az exponenciális függvény és a logaritmus segítségével is bevezethető:
{\displaystyle b^{x}=e^{x\cdot \ln b}\,}
Belátható, hogy a hatványozás azonosságai ezzel is érvényben maradnak, és hogy ugyanazt kapjuk, mint a határértékes módszerrel.

## Az exponenciális függvény
Az Euler-féle szám a következő bizonyíthatóan konvergens sorozat határértékével definiált valós szám:
{\displaystyle e=\lim _{n\to \infty }(1+{\tfrac {1}{n}})^{n}}
Bebizonyítható, hogy x valós kitevő esetén:
{\displaystyle e^{x}=\lim _{n\to \infty }(1+{\tfrac {x}{n}})^{n}}
Hiszen pozitív kitevőre:
{\displaystyle e^{x}=\left(\lim _{n\to \infty }(1+{\tfrac {1}{n}})^{n}\right)^{x}=\lim _{n\to \infty }\left(\left(1+{\frac {1}{\tfrac {nx}{x}}}\right)^{n}\right)^{x}=\lim _{n\to \infty }\left(1+{\frac {x}{nx}}\right)^{nx}=\lim _{m\to \infty }(1+{\tfrac {x}{m}})^{m}}
Az utolsó lépésnél kihasználjuk, hogy ha n a pozitív végtelenbe tart, akkor a konstans pozitívszorosa, m=nx is a pozitív végtelenbe tart. 0 esetén külön megvizsgálva teljesül a várt 1 eredmény, negatív számokra pedig hasonló módon szintén belátható az azonosság.
Határérték-számítási és egyéb átalakítások elvégzésével az előbbi ex átírható a következő hatványsorformába:
{\displaystyle e^{x}=1+x+{\frac {x^{2}}{2}}+{\frac {x^{3}}{2\cdot 3}}+{\frac {x^{4}}{2\cdot 3\cdot 4}}+{\frac {x^{5}}{2\cdot 3\cdot 4\cdot 5}}\dots =\sum _{k=0}^{\infty }{\frac {x^{k}}{k!}}}
Ezt a kifejezést x függvényeként tekintve definiáljuk az exponenciális függvényt:
{\displaystyle \exp :\,\mathbb {R} \to \mathbb {R} \quad \exp(x)=e^{x}}
Tetszőleges pozitív valós alapra és valós kitevőre az ln természetes logaritmus segítségével a következőképp írható fel a hatvány:
{\displaystyle a^{x}=\left(e^{\ln a}\right)^{x}=e^{x\cdot \ln a}=\exp(x\cdot \ln a)=\sum _{k=0}^{\infty }{\frac {(x\cdot \ln a)^{k}}{k!}}}

## Definíciók a komplex számok halmazán
A hatványozás kiterjeszthető a komplex számok halmazára is.

### Komplex alap egész kitevőre
Ha az alap komplex, a kitevő pedig egész, akkor a valós definíciókkal megegyező módon:
{\displaystyle z^{k}=\underbrace {z\cdot ...\cdot z} _{k{\text{ db}}}\,}
{\displaystyle z^{1}=z\,}
{\displaystyle z^{0}=1\,}
{\displaystyle z^{-k}={\frac {1}{z^{k}}}\,}
ahol k pozitív egész, az első két esetben z tetszőleges komplex, a második két esetben z nemnulla komplex.

### Pozitív valós alap komplex kitevőre
A komplex kitevőjű hatvány legegyszerűbben az exponenciális függvény általánosításának segítségével definiálható, hiszen ahhoz csak a fent definiált egész kitevős hatványra, osztásra, összeadásra és határértékképzésre van szükség:
{\displaystyle \exp :\,\mathbb {C} \to \mathbb {C} \quad \exp(z)=\sum _{k=0}^{\infty }{\frac {z^{k}}{k!}}}
Ezután a pozitív valós szám komplex z kitevős hatványa:
{\displaystyle a^{z}=\left(e^{\ln a}\right)^{z}=e^{z\cdot \ln a}=\exp(z\cdot \ln a)=\sum _{k=0}^{\infty }{\frac {(z\cdot \ln a)^{k}}{k!}}}

### Komplex nemnulla alap komplex kitevőre (többértékű hatványfogalom)
Az előző képletben szerepel az a szám természetes logaritmusa (ln a). Azonban azokra a komplex számokra, melyek nem pozitív valósok (C\R+), a természetes logaritmus nem egyértelmű. Az ilyen számokra csak a komplex természetes logaritmus értelmezhető, ami a következő halmaz: (k bármilyen egész szám)
{\displaystyle \ln z={\Big \{}w\,{\Big |}\,e^{w}=z{\Big \}}={\Big \{}\ln |z|+i\cdot (\arg(z)+k\cdot 2\pi )\,{\Big |}\,k\in \mathbb {Z} {\Big \}}}
ahol |z| a komplex szám abszolút értéke, arg(z) az argumentuma, azaz a komplex számsíkon ábrázolva az origóból az adott számhoz húzott vektor és a valós tengely által bezárt szög.
A természetes logaritmus többértékűsége miatt az általános komplex nemnulla alapú hatvány is többértékű (k tetszőleges egész):
{\displaystyle z^{w}=\exp {\Bigg (}w\cdot {\bigg (}\ln |z|+i\cdot {\Big (}\arg(z)+k\cdot 2\pi {\Big )}\,{\bigg )}{\Bigg )}=\sum _{n=0}^{\infty }{\Big (}\ln |z|+i\cdot (\arg(z)+k\cdot 2\pi ){\Big )}^{n}\cdot {\frac {w^{n}}{n!}}}

## A definíciók összefoglalása
A következő táblázat bemutatja, hogy milyen számhalmazokból álló számok hatványa mit jelent.
Ahová egyértelmű van írva az azt jelenti, hogy nem muszáj a többértékű komplex természetes logaritmust használni a kiszámításhoz.
Ahová többértelmű van írva, ott ez elkerülhetetlen, viszont megállapodás szerint ott is kiválasztható egy elsődleges érték a végtelen sok közül.
Nem minden számpár illik kizárólag egy sorba. Ezekre a számpárokra mindkét definíció alkalmazható.
| a ∈                                                       | b ∈                                                    | ab kiszámítása | A definíció egyértelműsége        |
| --------------------------------------------------------- | ------------------------------------------------------ | --- | --------------------------------- |
| {\displaystyle \mathbb {R} ^{+}}                          | {\displaystyle \mathbb {C} }                           | {\displaystyle \exp(b\cdot \ln a)}                                                                                      | egyértelmű                        |
| {\displaystyle \mathbb {C} \setminus {\Big \{}0{\Big \}}} | {\displaystyle \mathbb {Z} }                           | pozitív egész kitevőnél ismételt szorzással, negatív egésznél ismételt osztással, 0 kitevőnél mindig 1                  | egyértelmű                        |
| {\displaystyle \mathbb {C} \setminus {\Big \{}0{\Big \}}} | {\displaystyle \mathbb {C} }                           | {\displaystyle \exp {\Bigg (}b\cdot {\bigg (}\ln \|a\|+i\cdot {\Big (}\arg(a)+k\cdot 2\pi {\Big )}\,{\bigg )}{\Bigg )}} | többértelmű (k tetszőleges egész) |
| {\displaystyle {\Big \{}0{\Big \}}}                       | {\displaystyle \mathbb {R} ^{+}}                       | {\displaystyle 0\,} | egyértelmű                        |
| {\displaystyle {\Big \{}0{\Big \}}}                       | {\displaystyle \mathbb {C} \setminus \mathbb {R} ^{+}} | – | nem értelmezett                   |

### Példák
A fenti táblázatnak megfelelő sorrendben:
- Pozitív valós alap komplex kitevőre:

{\displaystyle 2^{3}=8\,}
{\displaystyle 3^{\pi }\approx 31,54}
{\displaystyle 2^{1-i}=e^{\ln 2-i\cdot \ln 2}\approx 1,54+1,28i}
- Nemnulla komplex alap egész kitevőre:

{\displaystyle 2^{3}=8\,}
{\displaystyle (-2)^{-5}=-{\frac {1}{32}}\approx -0,03}
{\displaystyle (1+2i)^{3}=(1+2i)\cdot (1+2i)\cdot (1+2i)=-11-2i}
{\displaystyle (e+8\pi ^{2}i)^{0}=1\,}
- Nemnulla komplex alap tetszőleges komplex kitevőre:

{\displaystyle (-1)^{i}=e^{\pi \cdot (2k+1)}\approx {\Big \{}\dots ;\quad 0,04;\quad 23,14;\quad 12391,65;\quad \dots {\Big \}}}
{\displaystyle {\begin{aligned}(2+3i)^{3+\pi i}&{}=e^{{\Big (}\ln {\sqrt {11}}+i\cdot \left(\mathrm {arctg} \,\left({\frac {3}{2}}\right)+k\cdot 2\pi \right){\Big )}\cdot (3+\pi i)}\approx \\&{}\approx {\Big \{}\dots ;\quad (0,44+0,37i)\cdot 10^{-8};\quad 1,64+1,37i;\quad (0,61+0,51i)\cdot 10^{9};\quad \dots {\Big \}}\end{aligned}}}
- Nulla alap pozitív valós kitevőre:

{\displaystyle 0^{\pi }=0\,}
{\displaystyle 0^{12}=0\,}
- Nulla alap olyan komplex kitevőre, ami nem pozitív valós:

{\displaystyle 0^{0}\notin \mathbb {C} }
{\displaystyle 0^{4+3i}\notin \mathbb {C} }

## Nulla a nulladikon
A nulla nulladik hatványát általában nem definiálják:
- Az algebrai kifejezéseket tartalmazó határértékektől elvárják, hogy egy részkifejezés helyére egy hozzá tartó sorozatot helyettesítve a határérték ne változzon meg.[2] De ha f(t) és g(t) is nullához tart, akkor f(t)g(t) határértéke különböző lehet:

{\displaystyle \lim _{t\to 0^{+}}{t}^{t}=1,\quad \lim _{t\to 0^{+}}(e^{-1/t^{2}})^{t}=0,\quad \lim _{t\to 0^{+}}(e^{-1/t^{2}})^{-t}=+\infty ,\quad \lim _{t\to 0^{+}}(e^{-1/t})^{at}=e^{-a}}.
Ezért a nulla nulladik hatványa nem értelmezhető.
- A komplex számsíkon a zz függvényt az ez ln z kifejezés definiálja, de a nulla nem logaritmálható. Nincs reguláris függvény, ami értelmezve van a nulla egy környezetében, ami megegyezik zz-vel minden pozitív egészre.[4]

Néha azonban mégis célszerű egynek definiálni a nulla nulladik hatványát:
- Nullák üres szorzataként az érték 1
- A kombinatorikai definíció szerint a nulla a nulladikon az üres halmaz elemeiből képzett nulla hosszú sorozatok száma: ez szintén 1.
- A halmazelmélet szerint az üres halmazból az üres halmazba menő függvények száma 1.[5]
- Nagymértékben leegyszerűsíti a polinomok és a hatványsorok elméletét, ha a konstans tagot ax0 alakban írhatjuk fel:
  - A polinomok szorzatának együtthatóinak kiszámítására vonatkozó formula sokat veszít egyszerűségéből, ha a konstans tagokat külön kell kezelni.
  - Az olyan azonosságok, mint {\displaystyle \textstyle {\frac {1}{1-x}}=\sum _{n=0}^{\infty }x^{n}} és {\displaystyle \textstyle e^{x}=\sum _{n=0}^{\infty }{\frac {x^{n}}{n!}}} nem teljesülnek nullára, kivéve, ha 00 = 1.
  - A binomiális tétel: {\displaystyle \textstyle (1+x)^{n}=\sum _{k=0}^{n}{\binom {n}{k}}x^{k}} nem teljesül x = 0-ra, hacsak nem 00 = 1.[6]
- A differenciálszámításban az {\displaystyle \textstyle {\frac {d}{dx}}x^{n}=nx^{n-1}} szabály nem értelmes n = 1-re, kivéve, ha 00 = 1.

## A hatványozás azonosságai
A szorzat alakú definícióval belátható azonosságok pozitív egész kitevő esetén:
{\displaystyle a^{b}\cdot c^{b}={(a\cdot c)}^{b}\,}
Azonos kitevőjű hatványok szorzata: az alapok szorzata a közös kitevőre emelve.
{\displaystyle a^{b}\cdot a^{c}=a^{b+c}}
Azonos alapú hatványok szorzata: a közös alap a kitevők összegére emelve.
{\displaystyle a^{b-c}={a^{b} \over a^{c}}\,}
Azonos alapú hatványok osztása esetén a tört egyszerűsíthető.

Az eredmény attól függ, hogy a számláló vagy a nevező kitevője nagyobb.
{\displaystyle a^{b\cdot c}=\left(a^{b}\right)^{c}=\left(a^{c}\right)^{b}\,}
{\displaystyle a^{\left(b^{c}\right)}\neq \left(a^{b}\right)^{c}\,}
{\displaystyle \left({\frac {a}{b}}\right)^{c}={a^{c} \over b^{c}}\,}
Tört hatványa egyenlő a számláló és a nevező hatványának hányadosával.
{\displaystyle \ (x^{i}x^{j})x^{k}=x^{i}(x^{j}x^{k}),} a szorzás asszociativitása miatt.
A komplex számok hatványozása nem egyértelmű. Ekkor az azonosságok mindkét oldalának több lehetséges értéke is lehet. A két oldal egyenlősége az ezek által alkotott két halmaz egyenlőségeként értendő.

## Határértékek
A nulla nulladik hatványáról szóló szakaszban látható, hogy a két változós xy függvénynek nincs határértéke (0,0)-ban.
Tekintsük az f(x,y) = xy függvényt az x > 0 tartományon. Jelöljük ezt a tartományt D-vel. Tekintsük D-t {\displaystyle {\bar {\mathbb {R} }}\times {\bar {\mathbb {R} }}} részhalmazának, és keressük itt az f függvény határértékeit!
f-nek D minden torlódási pontjában van határértéke, kivéve a (0,0), (+∞,0), (1,+∞) és az (1,−∞) pontokban. Eszerint az xy függvény folytonosnak tekinthető, ha 0 ≤ x ≤ +∞, −∞ ≤ y ≤ +∞, a 00, (+∞)0, 1+∞ és 1−∞, amiket továbbra sem értelmezünk.
Ezzel a folytonossági tulajdonsággal
- a+∞ = +∞ és a-∞ = 0, ha 1 < a ≤ +∞.
- a+∞ = 0 és a-∞ = +∞, ha 0 ≤ a < 1.
- 0b = 0 és (+∞)b = +∞, ha 0 < b ≤ +∞.
- 0b = +∞ és (+∞)b = 0, ha -∞ ≤ b < 0.

Jó, ha észben tartjuk, hogy ezek a határértékek csak pozitív alapokra érvényesek. A folytonossági módszer nem alkalmazható, ha x < 0. Valójában a negatív számok tört kitevős hatványai nem értelmezhetők úgy, mint a pozitívoké. Még az egész kitevős hatványoknak sincs határértéke a végtelenben a váltakozó előjel miatt.

## Felhasználásai
- A hatványozást felhasználjuk a helyértékes számábrázolás, illetve a tizedestörtek alkalmazásakor.
- A tíz hatványai fontos szerephez jutnak a számok normálalakjának felírásában. A normálalak a számot egy egy és tíz közötti szám és tíz egy hatványának szorzataként fejezi ki.
- A számelmélet alaptétele kimondja, hogy minden pozitív egész szám a tényezők sorrendjétől eltekintve egyértelműen írható fel prímhatványok szorzataként.
- A komplex szinusz és koszinusz kifejezhető az exponenciális függvény segítségével (Euler-formula). Így a komplex kitevős hatványokkal a trigonometria számos kérdése algebrai eszközökkel kezelhető.
- A képzetes egység hatványai i, -1, -i, 1, … Ezért i hatványai felhasználhatók a négy periódusú sorozatok felírásában.

## Függvényiteráció hatványjelölése
Sokszor a felső index függvények esetén nem hatványozást, hanem iterációt jelöl; tehát f3=f(f(f(x))). Ezt a jelölést sokszor figyelmeztetés nélkül használják. Az iterált függvényrendszerek a dinamikai rendszerek és a fraktálok tanulmányozásában használatosak. Ez az iteráció a hatványozáshoz hasonlóan kiterjeszthető tört értékekre is. Az f1/2(x) számításával Babbage foglalkozott először.
A trigonometrikus függvények esetén azonban történeti okok miatt a pozitív felső index hatványozást, a negatív felső index viszont sokszor az inverz függvény hatványait jelöli, annak ellenére, hogy ezeknek is van rövidített nevük. Hasonló teljesül a logaritmusokra is.

## Az absztrakt algebrában
Az egész kitevős hatványok az absztrakt algebrai struktúrákban is definiálhatók (félcsoportban, csoportban).
Ezekben a struktúrákban az x elem pozitív egész kitevős hatványa az egész kitevős hatványok mintájára definiálható. Az n tényezős szorzatot hatványként jelölve teljesülnek a következő tulajdonságok:
- {\displaystyle \ (x^{i}x^{j})x^{k}=x^{i}(x^{j}x^{k}),}
- {\displaystyle \ x^{1}=x}
- {\displaystyle \ x^{m+n}=x^{m}x^{n}}
- {\displaystyle \ (x^{m})^{n}=x^{mn}}

Ha a műveletnek van kétoldali egységeleme, akkor x0 = 1 minden x elemre. Így
- {\displaystyle \ x1=1x=x,}
- {\displaystyle \ x^{0}=1}

Ha az x elem invertálható, akkor a hatványozás kiterjeszthető a negatív kitevőkre is:
- {\displaystyle \ xx^{-1}=x^{-1}x=1,} az inverz kétoldalisága
- {\displaystyle \ (xy)z=x(yz),} asszociativitás
- {\displaystyle \ x^{-n}=\left(x^{-1}\right)^{n}}
- {\displaystyle \ x^{m-n}=x^{m}\cdot x^{-n}}

Ha a szorzás kommutatív, akkor még a következő is teljesül:
- {\displaystyle \ (xy)^{n}=x^{n}y^{n}}

különben az egyenlőség csak akkor áll fenn, ha x és y felcserélhető.
Az Abel-csoportokban szokásos additív jelölés esetén ismételt összeadással az egész számmal szorzás vezethető be a hatványozáshoz hasonlóan. Ekkor a szorzásnak a hatványozással analóg tulajdonságai lesznek.
Más műveletek iteratív alkalmazását is szokásos felső kitevővel jelölni. A félreértések elkerülése végett ilyenkor a művelet jelét is felviszik a felső indexbe. Például jelölhetik a konvolúciós hatványt így: x*n
Csoportokban a konjugálás műveletét szintén felső index jelöli: gh = h−1gh a g csoportelem konjugáltja h-val. Léteznek olyan algebrai struktúrák, amikben a konjugálás hatványozáshoz hasonló tulajdonságai fontos szerepet kapnak.

## A halmazelméletben
Ha A halmaz, n természetes szám, akkor An az A halmaz elemeiből képzett n-esek számát jelöli. Ez egyenlő az {0, 1, 2, ..., n−1} → A függvények számával; az (a0, a1, a2, ..., an−1) n-es annak a függvénynek felel meg, ami i-hez ai-t rendel.
A κ végtelen kardinális szám esetén ezt a függvényhalmazt Aκ jelöli. Szokták balra is írni a felső indexet, hogy megkülönböztessék a kardinális hatványozástól.
Ha κ és λ kardinális szám, akkor κλ azoknak a függvényeknek a számosságát jelöli, amik egy λ számosságú halmaz elemeihez egy κ számosságú halmaz elemeit rendeli. Véges számokra ez a definíció a megszokott jelentést adja.
A kardinális számok hatványozását meg kell különböztetni a rendszámok hatványozásától, ami transzfinit indukcióval határértékként definiálható.
Egyes algebrai struktúrák hatványozása, vagy direkt összege is definiálható. Ezzel újabb struktúrákat kaphatunk. A lineáris algebrában például vehetjük vektorterek direkt összegét, ahol az indexek egy tetszőleges indexhalmazból valók. Ha az összeadandó vektorterek mindegyike a valós számokkal izomorf, és n természetes szám, akkor a sokat tanulmányozott n dimenziós valós euklideszi térhez jutunk.

## Iterált hatványozás
Ahogy az összeadás iteráltja a szorzás, és a szorzásé a hatványozás, úgy a hatványozásnak is van iterált művelete: a tetráció. A tetráció is iterálható, és így tovább. A műveleteknek ezt a sorozatát az Ackermann-függvény foglalja magában, és a Knuth-féle nyíl jelöléssel jelölhető. Minden iterált művelet kétváltozós függvénynek tekintve gyorsabban nő, mint az előző: a (3,3) helyen az összeadás, a szorzás, a hatványozás és a tetráció eredménye rendre 6, 9, 27, 7 625 597 484 987.